# Coppa di Francia 2022 (ciclismo)
La Coppa di Francia di ciclismo 2022, trentunesima edizione della competizione, costituita inizialmente da 16 prove, si è aperta il 30 gennaio 2022 con il Grand Prix Cycliste la Marseillaise e si è conclusa il 2 ottobre con il Tour de Vendée.

## Calendario
| Corsa | Data         | Evento                                     | Vincitore         | Squadra                | Leader della classifica | Leader della classifica a squadre |
| ----- | ------------ | ------------------------------------------ | ----------------- | ---------------------- | ----------------------- | --------------------------------- |
| 1     | 30 gennaio   | Grand Prix Cycliste la Marseillaise (2022) | Amaury Capiot     | Team Arkéa-Samsic      | Amaury Capiot           | AG2R Citroën Team                 |
| 2     | 17 marzo     | Grand Prix de Denain (2022)                | Max Walscheid     | Cofidis                | Amaury Capiot           | AG2R Citroën Team                 |
| 3     | 19 marzo     | Classic Loire Atlantique (2022)            | Anthony Perez     | Cofidis                | Amaury Capiot           | AG2R Citroën Team                 |
| 4     | 20 marzo     | Cholet-Pays de la Loire (2022)             | Marc Sarreau      | AG2R Citroën Team      | Marc Sarreau            | AG2R Citroën Team                 |
| 5     | 27 marzo     | La Roue Tourangelle (2022)                 | Nacer Bouhanni    | Team Arkéa-Samsic      | Marc Sarreau            | AG2R Citroën Team                 |
| 6     | 1º aprile    | Route Adélie de Vitré (2022)               | Axel Zingle       | Cofidis                | Anthony Perez           | AG2R Citroën Team                 |
| 7     | 12 aprile    | Parigi-Camembert (2022)                    | Anthony Delaplace | Team Arkéa-Samsic      | Axel Zingle             | AG2R Citroën Team                 |
| 8     | 14 maggio    | Grand Prix du Morbihan (2022)              | Julien Simon      | TotalEnergies          | Amaury Capiot           | AG2R Citroën Team                 |
| 9     | 15 maggio    | Tro-Bro Léon (2022)                        | Hugo Hofstetter   | Team Arkéa-Samsic      | Amaury Capiot           | AG2R Citroën Team                 |
| 10    | 21 maggio    | Tour du Finistère (2022)                   | Julien Simon      | TotalEnergies          | Julien Simon            | AG2R Citroën Team                 |
| 11    | 22 maggio    | Boucles de l'Aulne (2022)                  | Idar Andersen     | Uno-X Pro Cycling Team | Julien Simon            | TotalEnergies                     |
| 12    | 31 maggio    | Mercan'Tour Classic Alpes-Maritimes (2022) | Jakob Fuglsang    | Israel-Premier Tech    | Julien Simon            | AG2R Citroën Team                 |
| 13    | 14 agosto    | La Poly Normande (2022)                    | Franck Bonnamour  | B&B Hotels-KTM         | Julien Simon            | TotalEnergies                     |
| 14    | 4 settembre  | Tour du Doubs (2022)                       | Valentin Madouas  | Groupama-FDJ           | Julien Simon            | TotalEnergies                     |
| 15    | 11 settembre | Grand Prix de Fourmies (2022)              | Caleb Ewan        | Lotto Soudal           | Julien Simon            | TotalEnergies                     |
| 16    | 18 settembre | Grand Prix d'Isbergues (2022)              | Arnaud Démare     | Groupama-FDJ           | Julien Simon            | TotalEnergies                     |
| 17    | 2 ottobre    | Tour de Vendée (2022)                      | Bryan Coquard     | Cofidis                | Julien Simon            | TotalEnergies                     |

## Classifiche

### Individuale
| Pos. | Corridore         | Squadra       | Punti |
| ---- | ----------------- | ------------- | ----- |
| 1    | Julien Simon      | TotalEnergies | 171   |
| 2    | Amaury Capiot     | Arkéa         | 133   |
| 3    | Marc Sarreau      | AG2R          | 129   |
| 4    | Luca Mozzato      | B&B Hotels    | 118   |
| 5    | Clément Venturini | AG2R          | 115   |
| 6    | Bryan Coquard     | Cofidis       | 107   |
| 7    | Matis Louvel      | Arkéa         | 100   |
| 8    | Sandy Dujardin    | TotalEnergies | 89    |
| 9    | Arnaud Démare     | Groupama      | 85    |
| 10   | Axel Zingle       | Cofidis       | 82    |

### Giovani
| Pos. | Corridore       | Squadra       | Punti |
| ---- | --------------- | ------------- | ----- |
| 1    | Luca Mozzato    | B&B Hotels    | 118   |
| 2    | Matis Louvel    | Arkéa         | 100   |
| 3    | Sandy Dujardin  | TotalEnergies | 89    |
| 4    | Axel Zingle     | Cofidis       | 82    |
| 5    | Valentin Ferron | TotalEnergies | 65    |

### Squadre
| Pos. | Costruttore       | Punti |
| ---- | ----------------- | ----- |
| 1    | TotalEnergies     | 129   |
| 2    | AG2R Citroën Team | 126   |
| 3    | Team Arkéa-Samsic | 124   |
| 4    | Cofidis           | 118   |
| 5    | Groupama-FDJ      | 92    |